# Zwaardvis

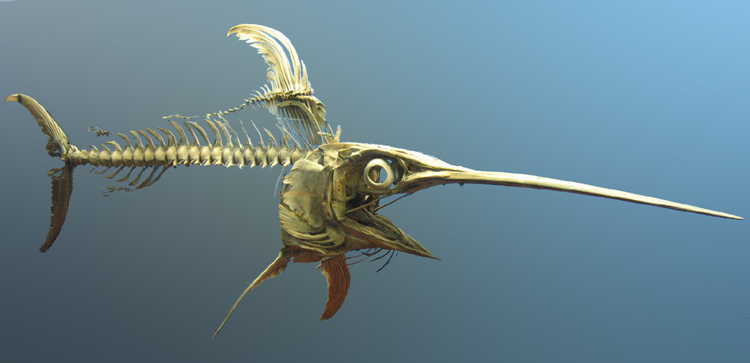
Skelet van een zwaardvis in het natuurhistorisch museum van Washington, D.C.

De zwaardvis (Xiphias gladius) is een straalvinnige vis uit de familie van de zwaardvissen (Xiphiidae) en behoort daarmee tot de orde van baarsachtigen (Perciformes). Hij is het enige nog levende lid van de familie Xiphiidae en daarmee ook het enige lid van het geslacht Xiphias.

## Kenmerken
Deze vis heeft een grijsblauwe rug en een bijna witte buik. De romp is geleidelijk in de staart versmald. Hij heeft een hoge rugvin en een lange aarsvin, die beide zeil- of sikkelvormig zijn. De vis heeft sikkelvormige borstvinnen en geen buikvinnen. Hij heeft een extreem lange bovenkaak in de vorm van een zwaard. De vis kan een lengte bereiken van 455 cm en een gewicht tot 590 kg.
Deze vis moet niet worden verward met de zaagvis. Deze heeft een gelijkaardig, maar getande, bovenkaak. Deze vis is totaal niet verwant: de zaagvissen behoren tot de klasse van de kraakbeenvissen en de superorde van de roggen.

## Leefwijze
Een volwassen zwaardvis is een uitgesproken roofvis die zijn voedsel zoekt in de open zee of op de bodem van de zee. De zwaardvis leeft vooral van in scholen levende vissen van de pelagische zone zoals tonijn, goudmakreel, barracuda's, vliegende vissen, maar ook pijlinktvissen staan op het menu. Grote zwaardvissen duiken zeer diep op zoek naar prooi en jagen dan vooral op heken en zilvervissen. In ondiepere zeeën (0 – 200 m diep) wordt gejaagd op makreel, haring, sardine en ansjovissen. De zwaardvis kan een enorme snelheid bereiken. Sinds de mens met bootjes zijn leefgebied onveilig maakt, komt het sporadisch voor dat het lijkt of ze bootjes aanvallen en flink beschadigen met hun zwaard.
De functie van de lange bovenkaak, het "zwaard", is omstreden, maar heeft mogelijk een functie in het verkleinen van de hydrodynamische weerstand; mogelijk wordt hij ook gebruikt voor verdediging en om grotere prooien te verwonden.

## Verspreiding en leefgebied
De zwaardvis is een zoutwatervis. De vis prefereert een gematigd klimaat en komt voor in de Grote, Atlantische en Indische Oceaan. Bovendien komt de zwaardvis voor in de Middellandse Zee. De diepteverspreiding is 0 tot 800 m onder het wateroppervlak. Een zwaardvis kan tot 650 kilogram wegen.

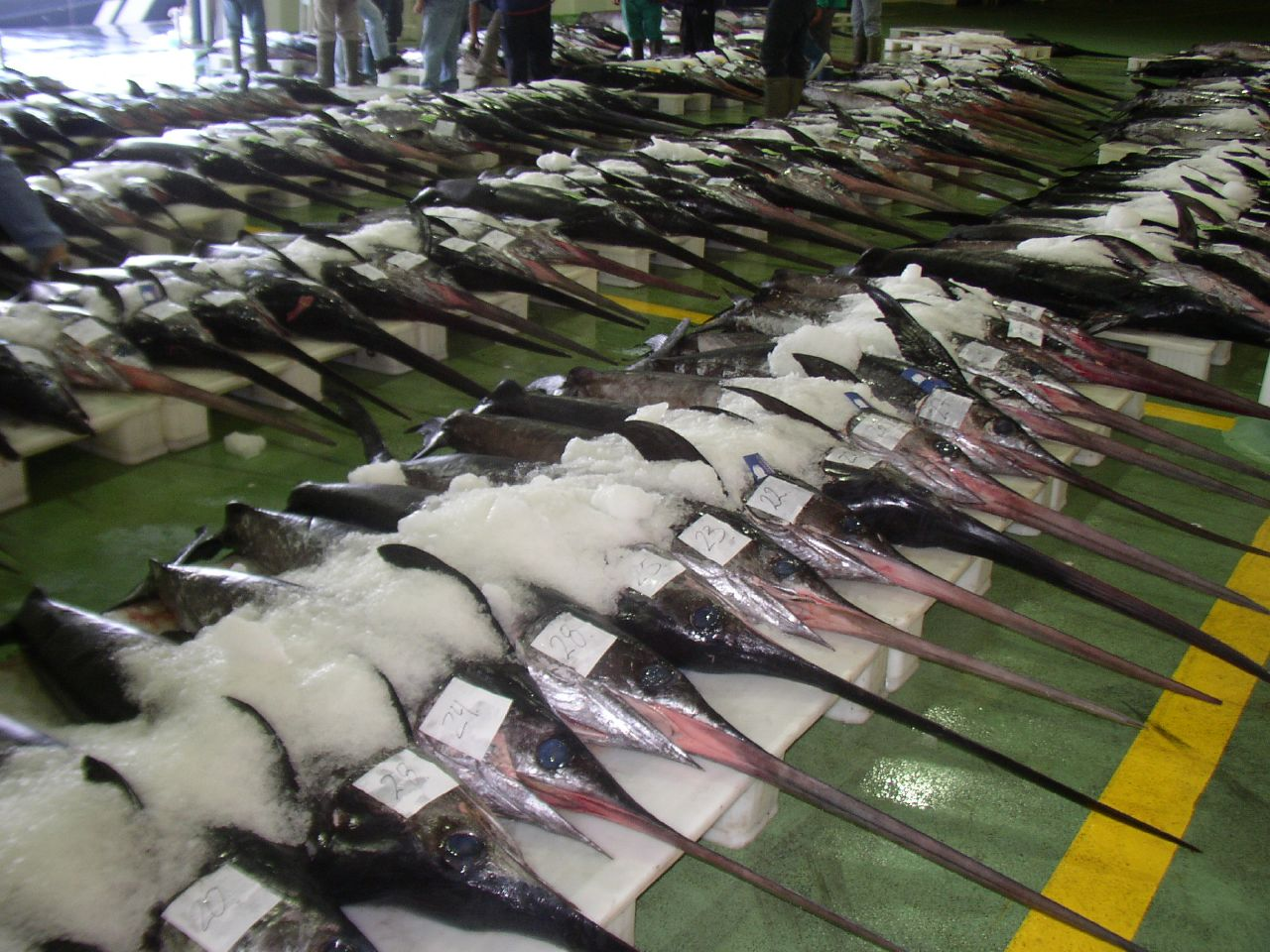
Zwaardvissen op de visafslag in de Spaanse havenstad Vigo

## Vissen op de zwaardvis
De zwaardvis is voor de visserij van aanzienlijk commercieel belang. Er wordt op gevist met "long lines". Ook binnen de "big game" sportvisserij wordt de vis veel belaagd en is hij erg gewild vanwege de enorme snelheid en agressie.

## Voorkomen in het Nederlandse kustwater
Zwaardvissen zijn zeer zeldzaam aan de Nederlandse kust. Er zijn tussen 1901 en 1986 drie gedocumenteerde vangsten: in de Zuiderzee (1901), bij Noordwijk (dood ex., 1922) en in de Waddenzee (1986). Op 29 april 2025 spoelde een dood exemplaar aan bij de Eemshaven in Groningen.